# 3103 Егер
3103 Егер (енгл. 3103 Eger) је Аполо астероид. Приближан пречник астероида је 1,5 ,
а средња удаљеност астероида од Сунца износи 1,404 астрономских јединица (АЈ).
Инклинација (нагиб) орбите у односу на раван еклиптике је 20,932 степени, а орбитални период износи 608,206 дана (1,665 годину). Ексцентрицитет орбите астероида износи 0,354.
Апсолутна магнитуда астероида износи 15,38 а геометријски албедо 0,64.
Астероид је откривен 20. јануара 1982. године.